# Fanny Durack

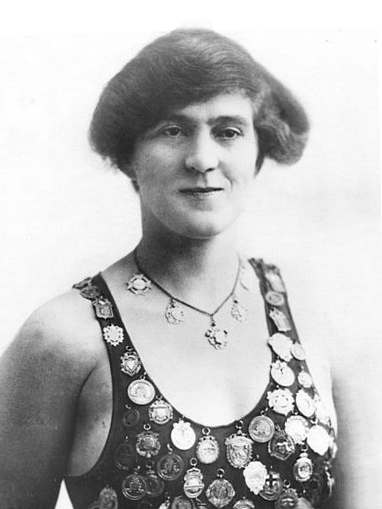
Fanny Durack

Sarah Frances „Fanny“ Durack (* 27. Oktober 1889 in Sydney; † 21. März 1956 ebenda) war eine australische Schwimmerin.
Sie war von 1910 bis 1918 weltweit die beste Freistilschwimmerin von der Kurz- bis zur Langstrecke und hielt die Weltrekorde von 100 Yards bis zur 1 Meile. Bei den Olympischen Spielen 1912 in Stockholm wurde sie über die 100 m Freistil auch die erste Olympiasiegerin im Schwimmen. Im Jahr 1967 wurde sie in die Ruhmeshalle des internationalen Schwimmsports aufgenommen.